# ریکادی
ریکادی (به ایتالیایی: Ricadi) یک کومونه در ایتالیا است که در استان ویبو والنتیا واقع شده‌است. ریکادی ۲۲ کیلومتر مربع مساحت و ۴٬۹۹۹ نفر جمعیت دارد و ۲۸۵ متر بالاتر از سطح دریا واقع شده‌است.

## خواهرخوانده
شهر مولیانو ونتو خواهرخواندهٔ ریکادی هست.